# ستيفن هاريس (لاعب كرة قدم أمريكية أمريكي)
ستيفن هاريس (بالإنجليزية: Steven Harris)‏ هو لاعب كرة قدم أمريكية أمريكي، ولد في 14 أغسطس 1984 في هومستيد في الولايات المتحدة.

## وصلات خارجية
- ستيفن هاريس على موقع مرجع كرة القدم المحترفة.كوم (الإنجليزية)